# Tom and Jerry in the Hollywood Bowl
«Том и Джерри в Голливуд-боул» (англ. Tom and Jerry in the Hollywood Bowl, другие названия — Кубок Голливуда, Том и Джерри в Голливуде; Концерт в Голливудской Чаше; Концерт в Голливуде) — 52-й эпизод в серии короткометражек «Том и Джерри». Действие мультфильма происходит в Голливуд-боул, Лос-Анджелес, штат Калифорния. Дата выпуска: 16 сентября 1950 года. Композитор Скотт Брэдли использовал в качестве саундтрека «Летучую мышь» Иоганна Штрауса.

## Сюжет
Под аплодисменты Том выходит на сцену. Он кланяется публике и начинает дирижировать оркестром. Из норы со внешним интерьером, как у Голливуд-боул, выскакивает Джерри. Мышонок залетает на подиум и дирижирует вместе с Томом. Однако Тому это не нравится, и он пытается раздавить Джерри своей дирижёрской палочкой. Том промахивается, Джерри исчезает с экрана, но в ту же секунду он появляется на палочке Тома, дирижируя оркестром. Том прячет его в свой костюм и продолжает дирижировать, но Джерри всё равно умудряется выскакивать из двух рукавов и даже манишки Тома, одновременно дирижируя оркестром. Том катапультирует Джерри при помощи дирижёрской палочки на арфу. Опомнившись от удара, Джерри в качестве мести невинно предлагает Тому станцевать вальс. Том соглашается, и в один момент их танца Джерри отпускает Тома и тот врезается в виолончель. Том решает ответить Джерри той же монетой. В конце танца он тузит, лупит Джерри и кидает мышонка в тубу. Попытки Тома и Джерри избавиться друг от друга продолжаются. Том использует свою палочку, как кий, чтобы сбить залезшего на подиум Джерри. Джерри опять залезает на подиум и умоляет Тома на коленях дать ему шанс подирижировать оркестром. Том в знак презрения использует палочку Джерри, как зубочистку и выкидывает её. Обиженный Джерри в ответ ломает палочку Тома надвое, но Том показывает мышонку язык и вытаскивает новую палочку. Тогда Джерри прибивает молотком колёсики к подиуму. Мышонок выталкивает подиум со стоящим на нём Томом прочь из амфитеатра. Том не замечает, что он едет, и продолжает дирижировать. Подиум останавливается на шоссе, и Тома раздавливает городской автобус который проезжает над котом. Разъярённый Том подходит к Джерри, берёт мышонка за фрак и подставляет его под тарелки, удар которых расплющивает Джерри. Разозлённый до предела мышонок решает крупно навредить Тому: вывести из строя всех музыкантов. Джерри саботирует концерт, зайдя под сцену и пропилив пол под ногами музыкантов, заставляя их необыкновенным образом исчезнуть со сцены. Том начинает замечать, что коты-музыканты одни за одним пропадают, и ему приходится подменять их, играя на всех инструментах. Том выдыхается из сил, закончив оперетту, а аплодисменты достаются, конечно же, Джерри. Мышонок показывает на Тома, который кланяется толпе… и тоже проваливается под сцену, как и другие музыканты.

## О мультфильме
- «Том и Джерри в Голливуде» — многообещающая и зрелищная музыкальная короткометражка[1].